# Cyrtopogon oasis
Cyrtopogon oasis là một loài ruồi trong họ Asilidae. Cyrtopogon oasis được Lehr miêu tả năm 1998. Loài này phân bố ở vùng Cổ Bắc giới.